# Havelî

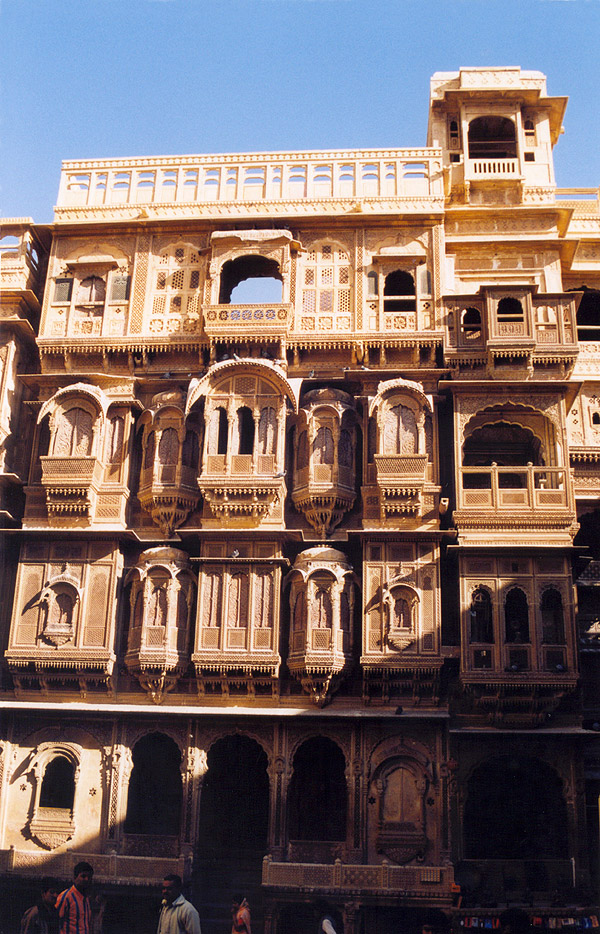
Le Patwon Ji Ki Haveli à Jaisalmer, une havelî du XIXe siècle.

Une havelî (en hindoustani : हवेली (havelī) ou حویلی, en pendjabi : ਹਵੇਲੀ (havelī) ou حویلی) ou haweli, est un type de demeure, de petit palais ou de maison de maître, parfois fortifié que l'on trouve en Inde du Nord (notamment au Râjasthân et au Goudjerate), également au Pakistan (particulièrement au Penjab). 
La haveli peut aussi désigner des temples. Ce style de bâtiment ayant été adopté dans l'architecture religieuse entre les XVIIe et XIXe siècles, principalement dans le Nord-Ouest de l'Inde (Râjasthân, Goudjerate et Uttar Pradesh). Les temples-havelis, bien qu'investis par plusieurs religions (diverses branches de l'hindouisme, jaïnisme et plus rarement sikhisme), ont été surtout construits par certains courants vishnouïtes populaires dans ces régions, tels que le vishnouisme Gaudiya et le vishnouisme Pushtimarg. Dans ces deux traditions, le culte de Krishna est primordial, et la haveli dignifiée par la conduite de sa vénération est ainsi appelée ठाकुर की हवेली (ṭhākur kī havelī), la « Maison du Maître » ou « Maison du Seigneur ». 

## Histoire
Construites par des princes râjputs ou des commerçants marwâri, elles sont ornées de peintures a fresco dans le Shekhavatî, à Mandawa ou Jhunjhunu souvent à but didactique, montrant des scènes religieuses ou des objets occidentaux, trains, voitures, aéroplanes. À Jaisalmer, elles sont réputées pour leurs décors de pierre finement sculptés.
C'est l'ethnologue photographe Ilay Cooper qui a tiré les havelî marwâri du Shékavatî de l'oubli. 
Depuis, un certain nombre d'entre elles ont été restaurées et certaines aménagées en hôtel.